# 니콜 블룸

니콜 블룸(Nichole Sakura O'Connor, 1989년 12월 15일 ~ )은 미국의 모델, 영화배우, 텔레비전 배우이다.
샌타클라라에서 태어났다.

## 방송
- 슈퍼스토어 시즌5
- 슈퍼스토어 시즌3
- 슈퍼스토어 시즌2
- 슈퍼스토어
- 쉐임리스 시즌5

## 영화
- 슈퍼스토어 (2015년)
- 맨 업 (2014년)
- 모델 마이너리티 (2012년) - 카일라 타나카 역
- 프로젝트 X (2011년) - 니콜 역